# Slowaaks basketbalteam (mannen)
Het Slowaaks nationaal basketbalteam is een team van basketballers dat Slowakije vertegenwoordigt in internationale wedstrijden. Het team, dat na de onafhankelijkheid in 1993 zich in datzelfde jaar inschreef bij FIBA Europe, heeft zich tot op heden niet kunnen kwalificeren voor de Eurobasket, het Wereldkampioenschap basketbal of het basketbalonderdeel van de Olympische Zomerspelen. Voor 1993 maakte dit team onderdeel uit van het redelijk succesvol Tsjechoslowaaks nationaal basketbalteam.